# Ludwig Eckner
Otto Ludwig Eckner (* 23. April 1850 in Tanna; † 27. Dezember 1923 ebenda) war ein deutscher Bürgermeister und Politiker.

## Leben
Eckner war der Sohn des Bäckermeisters Heinrich Friedrich Eckner aus Tanna und dessen Ehefrau Auguste Karoline geborene Frank. Er war evangelisch-lutherischer Konfession und heiratete am 19. Mai 1885 in Tanna Anna Luise Wolf (* 3. März 1865 in Tanna; † 22. März 1950 In Hirschberg/Saale), die Tochter des Gastwirts Karl Heinrich Wolf in Tanna.
Eckner war 1893 bis 1909 Bürgermeister in Tanna. 1906 wurde er mit dem fürstlichen Ehrenkreuz IV. Klasse ausgezeichnet.
Vom 6. November 1906 bis zum 28. September 1907 war er Abgeordneter im Landtag Reuß jüngerer Linie.